# El Hodh

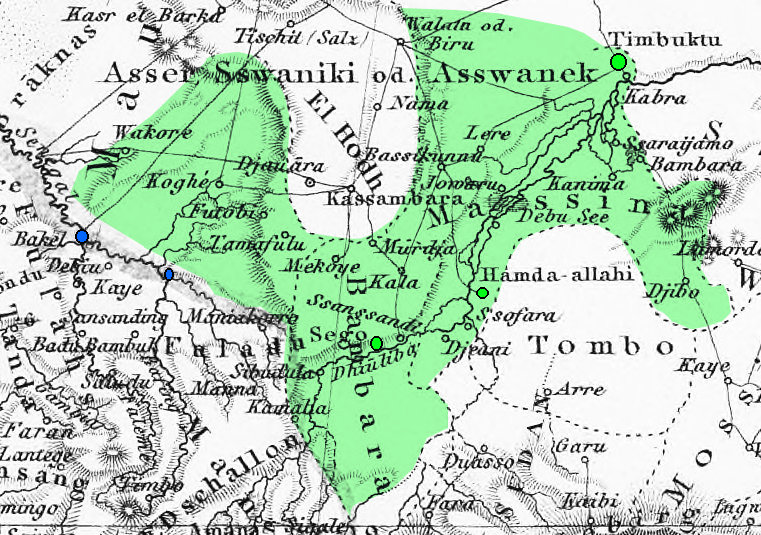
Die Lage von El Hodh, umgeben von dem Reich des ʿUmar Tall, Stand 1861

El Hodh, auch Hodh (arabisch الحوض, DMG al-Ḥauḍ, übersetzt: „das Becken“), ist der Name einer Naturregion im südöstlichen Mauretanien. Sie ist der Namensgeber für zwei Verwaltungsregionen des Landes, für Hodh El Gharbi („westliches Becken“) und Hodh Ech Chargui („östliches Becken“). Der Teil des Beckens, der den Charakter einer Sandwüste hat, ist auch als Aoukar bekannt.

## Geografische Lage
El Hodh erstreckt sich von der Stadt Kiffa in der Region Assaba im Westen 475 Kilometer weit bis zur Stadt Oualata in der Region Hodh Ech Chargui im Osten. Der Bedeutung des Namens entsprechend ist El Hodh im Westen, Norden und Osten umrahmt von den Abbruchkanten einer Geländestufe, deren Höhe von Westen nach Osten abnimmt. Liegt sie im Westen des Tagant-Plateaus ohne Weiteres bei einer Höhe von 536 m, einige namenlose Gipfel erreichen auch über 600 m, so beschränkt sich der Anstieg zur Wüstenebene El Djouf im Osten bei Oualata auf 300 m, steigt aber bis Néma wieder auf 400 m an. Der Südrand von El Hodh ist zwar nicht weniger niedrig, steigt aber rund um die malische Grenze eher unmerklich an. Im Südwesten gibt es zwei Talzüge, die das überwiegend wüstenhafte Becken bei Bedarf zum Senegal-Fluss entwässern, der Kolimbiné und der Karakoro. Von Néma an, das auf 300 m Höhe liegt, und Oualata (240 m) senkt sich der südliche und östliche Beckenteil zum Kolimbiné, der westliche Teil hingegen von Boumdeid, Tamchekett und Kiffa zum Karakoro. Der Nordrand des Beckens, an dem auch Tichitt liegt, weist eine Besonderheit auf. Regelmäßige Fallwinde aus Nordosten, die über die Abbruchkante des Tagant-Plateaus wehen, verhindern offenbar eine Versandung des Fußes und türmen Sanddünen erst einige Kilometer von der Plateaukante entfernt auf, sodass den Nordrand von El Hodh, mehrfach unterbrochen, eine Reihe von abflusslosen länglichen Senken wechselnder Tiefe begleiten; für eine von ihnen, die westlichste, wird die Höhenlinie von 130 m unterschritten, während die Barriere der südlich angrenzenden Aoukar-Sanddünen in den Dünentälern bei etwa 250 m liegt. Im westlichen Zentrum des Beckens El Hodh erhebt sich ein nach Süden ansteigendes Plateau, dessen Südrand, vielfach zergliedert, steil abfällt und von der Nationalstraße N3 begleitet wird. Dieses zentrale Hochplateau umfasst etwa den südlichen Teil des Départements Tamchekett und steigt bis auf eine Höhe von 460 m an.

## Geschichte
In der Zeit vom Jahre 1700 vor Christus bis ungefähr 400 vor Christus war die Senke von einem abflusslosen endorheischen See bedeckt. An seinem Ufer siedelten Menschen, die jedoch mit der Austrocknung des Sees ihre Lebensgrundlagen verloren. Von ihren verlassenen Siedlungen sind bis heute etwa vierhundert gefunden worden.